# オーロラビジョン

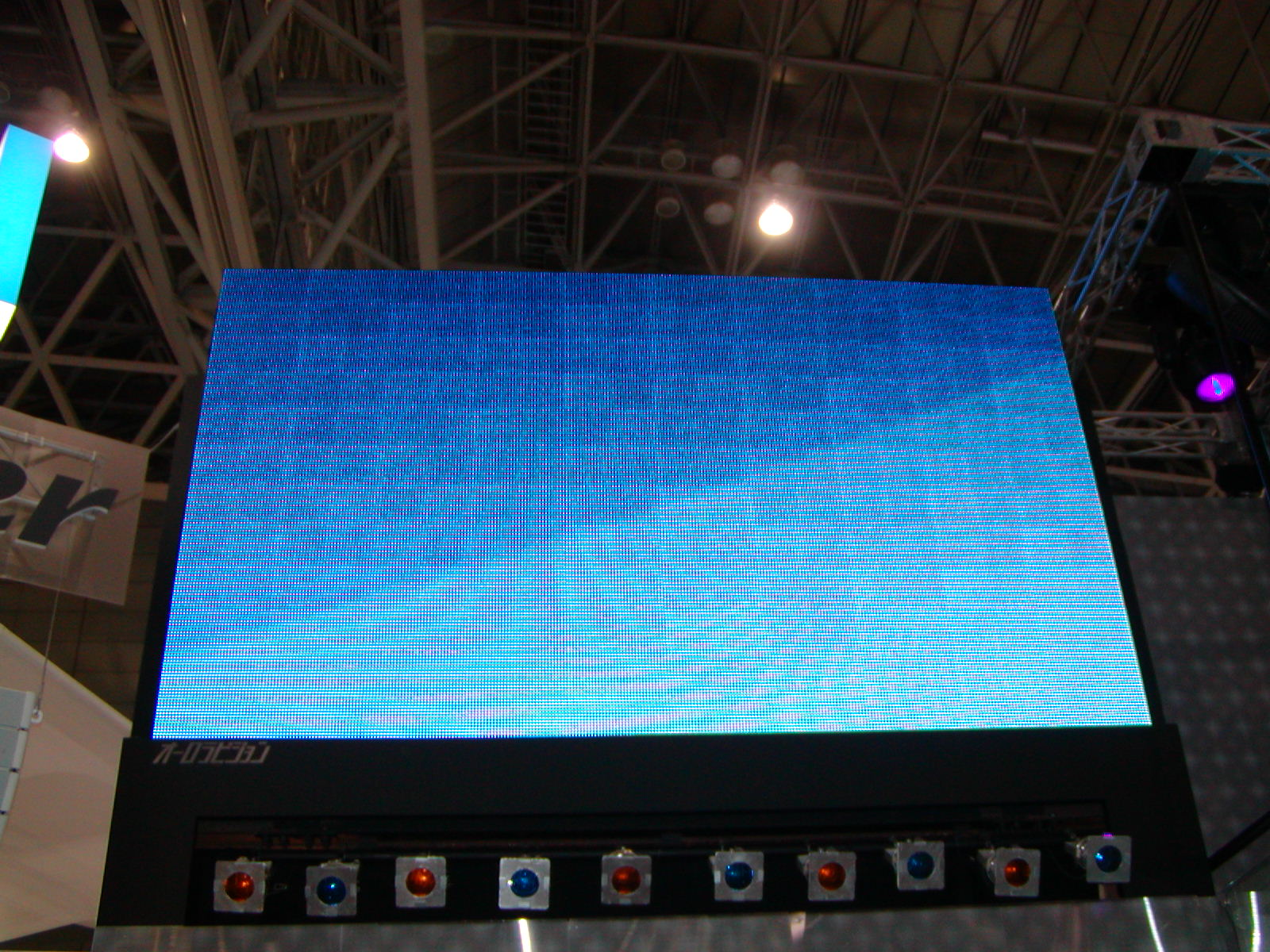
「CEATEC JAPAN 2005」三菱電機ブースにて

オーロラビジョン（Aurora Vision）は三菱電機株式会社が製造している大型映像装置で、同社の登録商標（第1183316号ほか）。世界各国では「Diamond Vision」（ダイアモンドビジョン、登録商標第5304856号）の名称で販売されている。

## 概要
屋外にある大型ディスプレイの代表格で、時に大型映像装置を指す普通名詞としても用いられる。CRTまたはLEDを表示素子に採用している。

## 沿革
三菱電機は1970年代、中央研究所に「情報交換会」を創設した。当時の情報交換会で巨大ディスプレイのアイデアを出し、実現したのが「オーロラビジョン」である。
NPB球団のオーナーから「大差で負けている時に、観客を帰らせない方法を考えて欲しい」という情報が入ってきた。そこで情報交換会でブレインストーミングを行ったところ「以前のファインプレーのビデオを観客に見せてはどうか」というアイデアが出た。しかし、ディスプレイをどこに置くが問題となった。
当時においては個人用のディスプレイがないため、これを外野席に置くしかなかったが、観客に選手の顔を判別させるには、最低でも8m×10mの大きさが必要となる。しかしブラウン管でこれを実現すると奥行きが10m以上となり非現実的である。そこで再びブレインストーミングを行なったところ、テレビを拡大すると赤、緑、青の点が並んでいることから、「小さな赤、緑、青色の3種類のブラウン管を作り、それを数万個並べる」方式が浮上し、開発に結びついた。
本装置は映像装置でありながら、同社の映像装置事業を手がける京都製作所ではなく、長崎製作所で開発・製造されている。これは1978年の第2次オイルショックで造船需要が低迷したことで、当時船舶向け大型重電機器を製造していた長崎製作所のエンジニアが、船舶機器に代わる製品として開発したという経緯によるものである。
第1号は世界初のフルカラー大型映像装置として、1980年に米ドジャー・スタジアムにDiamond Visionの名称で設置された。こけら落としは同年7月8日に同スタジアムで初めて開催されたオールスターゲームであった。10億円を超える高価な装置であったが、同スタジアムを本拠とするロサンゼルス・ドジャースはこの最新鋭の装置を最大限に活用。現在も見られるオーロラビジョンとエレクトーン演奏の連動による拍手やウェーブなどの演出を生み出した。
翌1981年にドジャースが16年ぶりのワールドシリーズ優勝を果たしたことから、全米の大リーグ球団本拠地に次々と同装置が設置されるきっかけとなった。日本でも1981年に後楽園球場に第1号が設置され、その後全国のスポーツ施設を中心に設置が進んでいった。
また、日本においてオーロラビジョンが大型映像装置の代名詞となったのは、『アメリカ横断ウルトラクイズ』において、国内第1次予選（後楽園球場または東京ドーム）の○×クイズで司会の福留功男が正解発表の際に「答えはオーロラビジョンが知っている!!」という台詞が全国放送された事の影響と言われる。
2018年、IEEEより、「屋外の直射日光下で使用できるフルカラー大型ディスプレイ」技術が、現在でも世界中の屋内外で人々を映像で楽しませる手段として大きな役割を果たしていることが高く評価されたことによりIEEEマイルストーンに認定された。
しかし近年は海外勢、特に中華人民共和国や大韓民国のメーカーが台頭したことから市場で苦戦し、2024年4月に新規受注を停止したことを同年10月に発表。今後は過去に受けた数年分の注文の生産のみを行う。

## 表示素子
CRT方式
表示素子に、3原色の単色ブラウン管を採用した方式。
フラットマトリクスCRT方式
表示素子に、後述するLED方式の台頭に対抗するべく、同社が独自に開発した大型映像装置用表示素子であるFMCRT (Flat Matrix CRT) を採用した方式。
当時屋外用には不向きとされていたLED方式に比べ、高輝度を実現するとともに、従来方式に比べ狭ピッチ化を実現した。
LED方式
表示素子に3原色のLEDを採用した方式。発売当初（1996年）は、CRT方式に対して輝度・視野角・コスト等で劣っていたことから、屋内用、中小規模用として発売されたがその後のLEDの高輝度化・低消費電力化・低コスト化により、CRT方式を駆逐するに至った。
フルカラー反射型デバイス
オーロラビジョンRに使用された方式。元々はアメリカのマジインク・ディスプレイ・テクノロジー社（Magink display technologies）が開発した技術で、透明電極に同社製の『デジタルインク』と呼ばれる特殊な液晶を挟み込み、入射光から3原色を選択的に反射することで表示色を制御する（反射率の調整により中間色の表現も可能）。
2006年現在、同社の大型映像装置は全てLED方式を用いている。ただし、同じLED方式でも、「砲弾タイプ」と呼ばれるRGB素子が独立したタイプのほかに、表面実装により三原色の素子を一体化させた「面実装3in1タイプ」がある。

## バリエーション

### オーロラビジョンAD
デジタルサイネージ用途向けを想定した小型映像装置。屋外用のタイプRおよびタイプS、屋内ショーウィンドウ用のタイプWがあり、従来型のオーロラビジョンと比べてコンパクトで安価なことが特徴。

### オーロラビジョンR
フルカラー反射型デバイスを用いた静止画表示装置。表示制御を行うパソコンから転送されたBMP形式の静止画像を同一サイズ・解像度で表示させ、スケジュール設定により複数の画像（上限3,000枚）を自動で切り替えることができる。データ転送後は制御パソコンによる操作を必要とせず、オーロラビジョンRのみで自動運転を行うことが可能である。
電力を消費するのは表示切替時のみで、その後は無電源の状態でも表示を保持することができる。反射型のため夜間には照明を別途用意する必要があるが、それでもLED方式と比べると消費電力は低く抑えられる。表示色も4,096色、解像度も画素ピッチ5mmとLED方式に比べかなり高精細である。
仕様
- 表示素子：フルカラー反射型デバイス
- 画素ピッチ：5mm
- 画素密度：36,864画素/m2
- 表示色数：4,096色
- コントラスト：太陽直射時13：1以上
- 最小視認距離：1m
- 視認角度：上下左右±60度
- 画面更新時間：約2秒
- 画面保持機能：電源オフ時表示可能

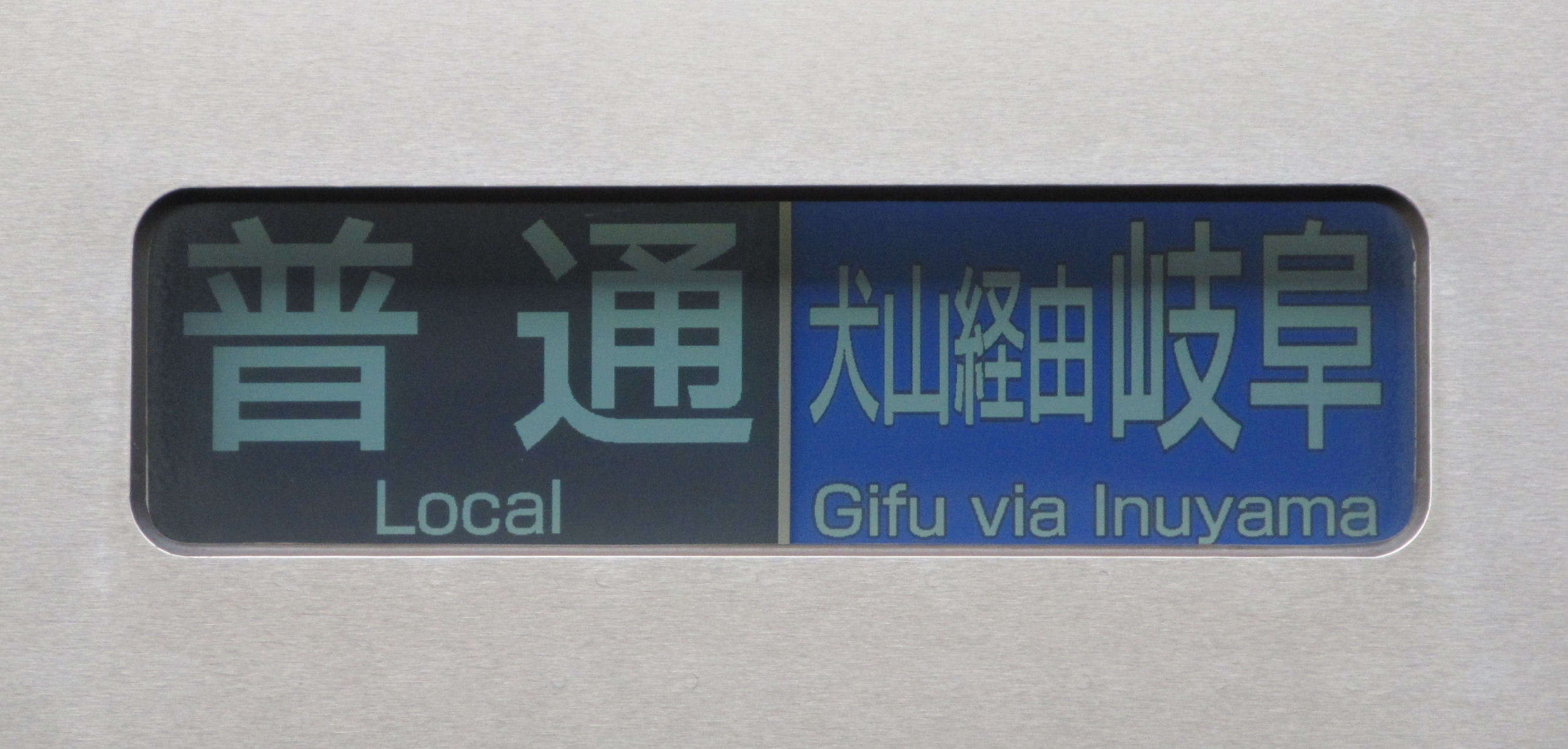
名鉄電車に搭載された反射型車両行先表示板。仕切を境に2台で構成され、左右で天地交互に配置されている。

派生製品にオーロラビジョンR-STAYがあり、駅の電子時刻表など交通システムへの導入が想定されていた。また、LED式に代わる行先表示装置として、画素ピッチを0.5mmとより高精細にした反射型デバイスが名古屋鉄道の鉄道車両に採用された（同社ではこれを「反射型LCD表示器」と称している）。
しかし「反射型表示デバイス」と銘打ち交通関連の情報案内表示や広告媒体などへの採用を見込んで販売されていたものの、他にこれといったセールスが無かったこともあり新規生産は早々に打ち切られた。
名古屋鉄道の鉄道車両に搭載されたデバイスは後にコントラストを高めた改良型に換装されたものの、製造中止により新規搭載が見込めなくなったため、以後の車両にはLED式の表示器を使用している。

### オーロラリボン

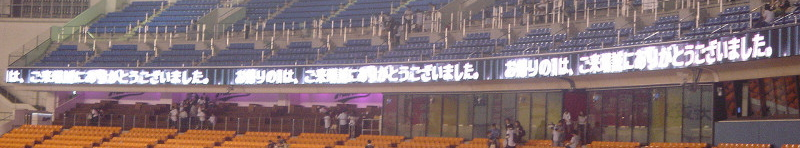
千葉マリンスタジアムのオーロラリボン
（marines wing vision）

オーロラビジョンを細長くした形状の映像装置。文字情報や図形・写真などを、オーロラビジョン同様フルカラーで放映できる。

## 設置例

### 野球場
日本
- 楽天モバイルパーク宮城

「オーロラリボン」をメインスタンドのネット裏部分の庇（2007年設置）と、両翼のウイングスタンド上段（2008年設置・左右各1基）の計3基、「オーロラビジョン」をフィールドレベルのネット裏本塁後方（2009年設置・フィールド上の映像装置設置は国内野球場で初）と、スコアボードの右中間側隣（2010年設置・屋外球場設置型としては国内最大で高さ16.32m、幅20.64m。画素ピッチ15mm）の計2基を設置。
なお、かつてのスコアボード内の映像装置（2016年に全面表示式に改装。パナソニック製。）と、一塁側イーグルスネスト屋上のサイドビジョンには、東芝ライテック製スーパーカラービジョンを採用している。
- ZOZOマリンスタジアム

高さ9.6m、幅10.08m。画素ピッチ30mm。松下電器産業製アストロビジョンに代わり、2008年シーズンより採用。同時に高さ0.96m、幅295.68mのオーロラリボンも内野席に設置。ファンからの公募により「marines wing vision」（マリーンズ・ウイング・ビジョン）の愛称がつけられている。
メインスクリーンは2016年に更新され、全面表示式になった他に画素ピッチが8mmとなった。同時に外野席裏にはサブスクリーン（2基）も設置している。
- 後楽園球場

1981 - 1987年。東京ドーム開業により球場は閉鎖され、取り壊された。
- 東京ドーム

高さ7.5m、幅125.6m+バックスクリーン部分横20mの下側に縦5.4m、画素ピッチ10mm。
2021年まではバックスクリーン上の高さ7.0m、幅34.0m、画素ピッチ25mm（1988年の開業時に設置、2005年更新）のみ設置されていたが、2022年に従来の壁面大型広告9面及びバックスクリーン壁面部分と一体化させた新ビジョンを増設。更新と同時に外野席フェンス最上部にリボンビジョン(53.5m×2)も新たに設けた。
- バンテリンドーム ナゴヤ

高さ9.92m、横35.52m×3面、画素ピッチ8mm。2016年までは1画面で「ライブビジョン」の愛称がついていた（1997年採用、2008年更新）が2017年に既設ビジョンの両隣に同じサイズの新ビジョンを設置し、3画面合計で106.56mとなり「106ビジョン」の愛称となった。2024年シーズンまで使用され、2025年にソニー製大型LED表示装置へ更新された。
- 阪神甲子園球場

高さ6.4m、幅12.0m、画素ピッチ25mm。1993年採用、2005年・2011年・2019年更新。オーロラビジョン直下のバックスクリーン上部には三菱電機の広告を掲示してあり、2015年現在は「MITSUBISHI ELECTRIC オーロラビジョン」となっている。
2009年よりオーロラリボンを内野席に設置。高さ1.2m、幅250m。2006年に日本国内の野球場としては初めて採用が発表されたが、実際に設置されたのは宮城球場（2007年設置）、千葉マリンスタジアム（2008年設置）に次ぐ3か所目となった。
- ほっともっとフィールド神戸

右側のみで高さ7.68m、幅9.92m。左・中央側はダクトロニクス製ゴジラビジョン（かつては東芝ライテック製スーパーカラービジョン）。
- リブワーク藤崎台球場

2011年4月1日運用開始。高さ6m、幅10.8m。
- 静岡県草薙総合運動場硬式野球場

2013年6月運用開始。
- 群馬県立敷島公園野球場（上毛新聞敷島球場）

2014年3月運用開始。高さ5.76m、幅17.6m。
- 札幌ドーム

2015年3月運用開始。外野ライト側、外野レフト側、内野側サブスコアボード の合計3面。総面積は従来の約2.9倍。制御絵素ピッチを 8mmにし、従来比5倍の解像度を実現したフルハイビジョン対応。
- 弘前市運動公園野球場（はるか夢球場）

2015年4月運用開始。高さ4.16m、幅22.08m。
- MAZDA Zoom-Zoom スタジアム広島

2019年3月運用開始。
- 千葉県野球場

2020年運用開始。
- 成田市営大谷津球場

2020年運用開始。
アメリカ合衆国
- ドジャー・スタジアム

1980年にオーロラビジョンの1号機として納入。本格的な屋外型大型スクリーン装置の先駆けでもあった。
- 旧ヤンキー・スタジアム

高さ7.6m、幅10.0m、画素ピッチ25mm。1983年設置。2002年に更新された後、2008年シーズンの閉鎖まで使用された。
- ヤンキー・スタジアム（現行）

高さ17.92m、幅30.72m、画素ピッチ16mm。2009年の開場と同時に設置。旧ヤンキー・スタジアムに引き続き採用される。
- ギャランティード・レート・フィールド

高さ8.4m、幅16.0m、画素ピッチ25mm。2003年設置。
- ターナー・フィールド

高さ21.76m、幅24.0m。画素ピッチ20mm。2005年設置。後述の東京競馬場に設置したものが更新するまで、ギネスブックによって「世界最大の屋外型デジタルハイビジョン映像スクリーン」に認定されていた。
- オラクル・パーク

高さ9.92m、幅31.36m、画素ピッチ20mm。2007年設置。

### 競馬場・競艇場・競輪場

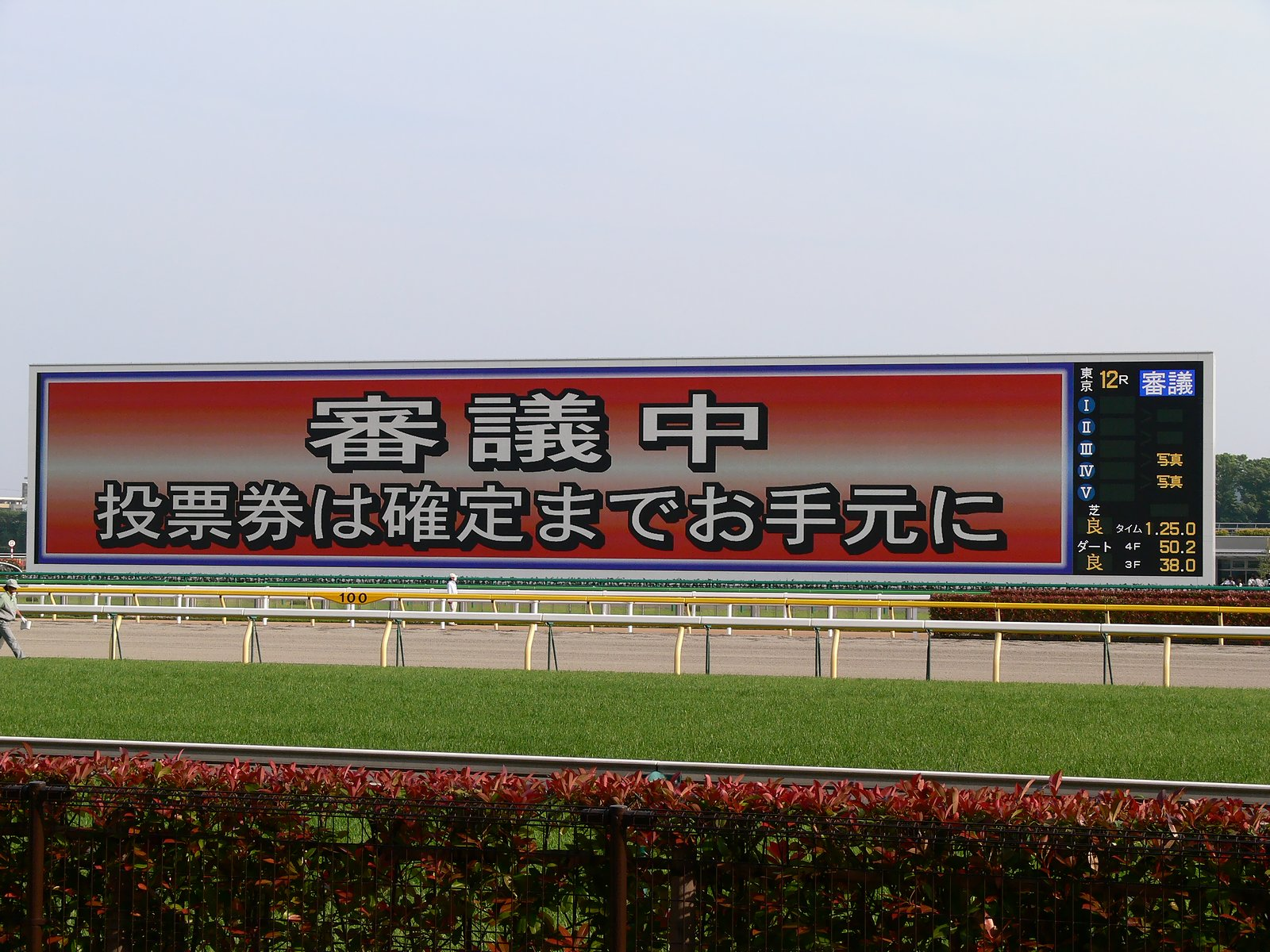
東京競馬場のターフビジョン

- メイダン競馬場 - 高さ10.88m、幅107.52m、面積が約1,169.8m2の世界最大・最長のスクリーン。
- 東京競馬場 - 西側ターフビジョン（マルチターフビジョン）は高さ11.2m、幅66.4m。画素ピッチ12.5mm。東側ターフビジョンは高さ10.8m、幅20.0m。画素ピッチ12.5mm。
- 中山競馬場 - No.1ターフビジョン（ゴール側）：高さ9.6ｍ、幅40.8ｍ。No.2ターフビジョン：高さ8.0ｍ、幅14.4ｍ。画素ピッチ12.5ｍｍ。
- 中京競馬場 - 高さ9.6m、幅17.2m。画素ピッチ12.5mm。
- 札幌競馬場 - パドック屋外表示装置：高さ9.92ｍ、幅10.2ｍ。
- 函館競馬場 - ターフビジョン：高さ7.04ｍ、幅17.28ｍ。パドック屋外表示装置：高さ8.192ｍ、幅14.592ｍ。
- 金沢競馬場 - 高さ7.04ｍ、幅15.84ｍ。画素ピッチ12.5mm。
- 笠松競馬場 - 高さ8.16ｍ、幅17.28ｍ。
- 水沢競馬場 - 高さ5.76ｍ、幅13.44ｍ。
- 大井競馬場 - 高さ8.0ｍ、幅28.48ｍ。
- 盛岡競馬場 - 高さ9.6ｍ、幅17.6ｍ。
- 沙田競馬場（香港）- 高さ8.0m、幅70.4m。画素ピッチ20mm。「世界最長映像スクリーン」としてギネス世界記録に認定されている。
- 桐生競艇場 - 高さ11.2m、幅30.0m。
- びわこ競艇場 - 高さ8.8m、幅23.2m。
- 戸田競艇場 - スタンドから見て左側は高さ9.0m、幅15.6m。右側は高さ8.96m、幅15.36m。
- 青森競輪場 - 高さ8.64m、幅15.36m。
- 静岡競輪場 - 高さ7.36m、幅17.28m。
- 佐賀競馬場 - 高さ7.2m、幅12.8m（着順表示板）。
- 児島競艇場着順表示板 - 高さ10.6m、幅19.6m。

### サッカー場・陸上競技場等
日本国内
- 茨城県立カシマサッカースタジアム
- 埼玉スタジアム2002 - 2014年更新。高さ10.24m、幅23.552m
- 浦和駒場スタジアム - 高さ6.08m、幅10.24m。
- 三協フロンテア柏スタジアム - 2005年4月稼動
- 等々力陸上競技場 - 高さ5.76m、幅14.5m
- ヤマハスタジアム - 2002年稼動
- フクダ電子アリーナ - 2005年稼動
- NACK5スタジアム大宮 - 2007年稼動
- えがお健康スタジアム - 2010年稼動
- 岐阜メモリアルセンター長良川競技場 - 2010年稼動
- レモンガススタジアム平塚 - 2010年稼動
- 鳴門・大塚スポーツパークポカリスエットスタジアム - 2011年稼動
- 横浜国際総合競技場（日産スタジアム） - 2011年稼動
- 栃木県グリーンスタジアム - 2012年稼動
- ニンジニアスタジアム - 2012年稼働
- トランスコスモススタジアム長崎 - 2013年稼働
- Pikaraスタジアム - 2014年稼働
- ノエビアスタジアム神戸 - 2001年 - 2009年 2010年にパナソニック電工製大型ビジョンに更新。
- サンガスタジアム by KYOCERA - 2020年稼動
- パナソニックスタジアム吹田

日本国外
- AT&Tスタジアム - 2009年完成。高さ22m (72ft)、幅48.7m (160ft) が2面、サブディスプレイが2面。オーロラ・リボン3面。
- エミレーツ・スタジアム
- ヴロツワフ市立競技場（スタディオン・ヴロツワフ）

### 体育館・その他
- ドルフィンズアリーナ - 2016年9月設置。
- 基町クレド（広島） - 以前はソニー製ジャンボトロンであった。
- 東京体育館 - 高さ4.3m、幅7.7m、2面。
- 船橋市総合体育館 - 高さ2.88m、幅3.84m。
- 長崎県立総合体育館 - 高さ3.6m、幅5.76m。
- 京都市勧業館 - 高さ2.88m、幅3.84m、2面。
- スタジオアルタ - 高さ7.4m、幅13.1m。2001年3月設置。2014年3月更新。
- PPGペインツ・アリーナ
- プレナ幕張
- 大阪ステーションシティ - 高さ2.24m、幅3.84m、2面、Kinect搭載。以前はパナソニック製プラズマモニターであった。
- 香港そごう

### オーロラビジョンAD
- 新生銀行[18]

### オーロラビジョンR
- NTTクレド岡山ビル[9]
- 名古屋鉄道2000系、2200系（1・2次車）、1000系（特別車）、および3150（1・2次車）・3300系（1・2次車） - オーロラビジョンR-STAY

### オーロラリボン

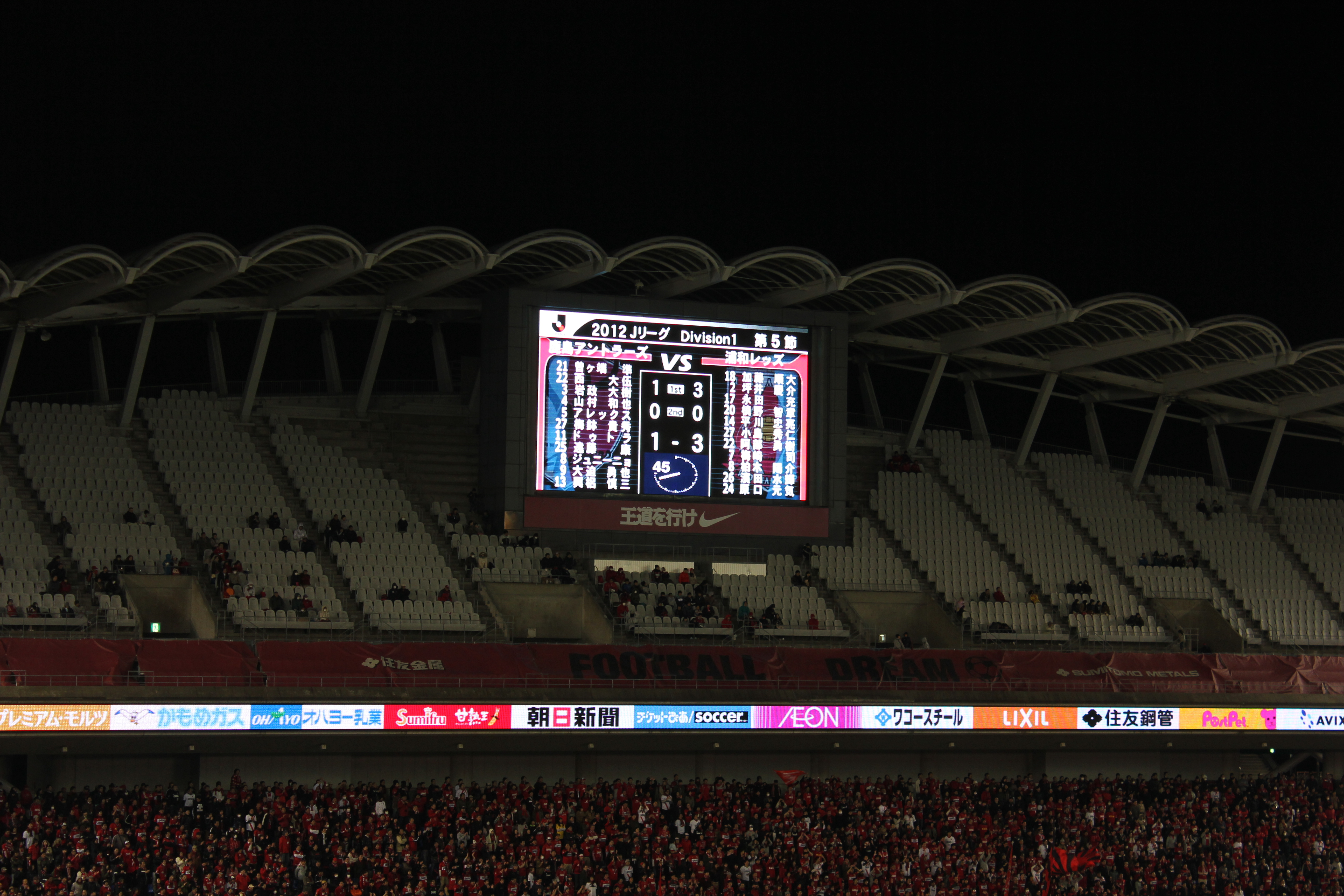
カシマサッカースタジアムのリボンビジョン

- ヨーロッパ・南米のサッカー大会、アメリカ合衆国メジャーリーグなどの野球大会（野球場内野席）の広告
- 日本プロサッカーリーグの注目試合におけるオフィシャルスポンサー広告（バックスタンド。各節2試合）
- 浦和レッドダイヤモンズの埼玉スタジアム2002主催試合広告（ゴール裏）
  - 他のJクラブでも段階的に一部採用されている。
- 楽天モバイルパーク宮城 - 高さ0.96m、幅94.08mの「オーロラリボン」を内野席に2007年より設置。スコアボードのスクリーン部分は東芝ライテック製スーパーカラービジョン。
- ZOZOマリンスタジアム（上述）
- 阪神甲子園球場（上述）
- MAZDA Zoom-Zoom スタジアム広島 - 開場～2018年シーズンまではスコアボードのスクリーン部分はパナソニック製アストロビジョン。2019年よりオーロラビジョン（全面タイプ）に更新。
- カシマサッカースタジアム - アジア最長となる高さ1m、幅500mの「LEDリボンビジョン」を2008年に設置。
- 埼玉スタジアム2002 - 2014年設置。
- ヨドバシAkiba
- カウボーイズ・スタジアム（上述）
- サンガスタジアム by KYOCERA （上述）

## 他社の類似・競合商品
- アストロビジョン（パナソニック）
- ジャンボトロン（ソニー）
- スーパーカラービジョン（東芝ライテック）
- スーパーフロンテックビジョン（富士通フロンテック）
- スーパービジョンライザ（赤見電機）
- ゴジラビジョン（ダクトロニクス）